# Amomum putrescens
Amomum putrescens là một loài thực vật có hoa trong họ Gừng. Loài này được Fang Ding (Phương Đỉnh) mô tả khoa học đầu tiên năm 1978.

## Phân bố
Loài này có ở miền nam khu tự trị Quảng Tây, Trung Quốc. Tên gọi trong tiếng Trung là 腐花豆蔻 (hủ hoa đậu khấu), nghĩa là đậu khấu hoa mục.